# Cucullia strigicosta
Cucullia strigicosta är en fjärilsart som beskrevs av Charles Boursin 1940. Cucullia strigicosta ingår i släktet Cucullia och familjen nattflyn. Inga underarter finns listade i Catalogue of Life.